# Placówka Straży Granicznej w Szczecinie-Porcie
Placówka Straży Granicznej w Szczecinie-Porcie – zlikwidowana graniczna jednostka organizacyjna Straży Granicznej realizująca zadania w ochronie granicy morskiej.

## Formowanie i zmiany organizacyjne
Placówka Straży Granicznej w Szczecinie-Porcie (PSG w Szczecinie-Porcie), powstała 24 sierpnia 2005 roku w strukturach  Pomorskiego Oddziału Straży Granicznej, z przemianowania Granicznej Placówki Kontrolnej Straży Granicznej w Szczecinie-Porcie (GPK SG w Szczecinie-Porcie). 
30 września 2006 roku z placówki SG w Szczecinie-Porcie zostały wydzielenie siły i środki do utworzenia Placówki SG w Szczecinie-Goleniowie w strukturach Pomorskiego Oddziału Straży Granicznej, której podporządkowano lotnicze przejście graniczne Szczecin-Goleniów  w porcie lotniczym Szczecin-Goleniów. 
Zniesienie kontroli we wszystkich przejściach na granicach wewnętrznych Unii Europejskiej, miało wpływ na kolejne zmiany w systemie organizacyjnym ochrony północno-zachodnich rubieży państwa i 15 kwietnia 2008 roku z rozformowanej Placówki SG w Trzebieży, włączono do struktur organizacyjnych Placówki SG w Szczecinie-Porcie, porty morskie w Trzebieży i Nowym Warpnie .
W związku z utworzeniem, w strukturach Pomorskiego Oddziału SG Placówki SG w Szczecinie, 1 października 2009 roku zmienił się rejon działania Placówki SG w Szczecinie-Porcie .
Po rozformowaniu Pomorskiego Oddziału SG w Szczecinie, z dniem 1 stycznia 2010 roku Placówka SG w Szczecinie-Porcie została włączona w struktury Nadodrzańskiego Oddziału Straży Granicznej z siedzibą w Krośnie Odrzańskim.
Podczas kolejnej reorganizacji Straży Granicznej, Placówka SG w Szczecinie-Porcie została zniesiona 1 października 2013 roku i na jej bazie oraz rozformowanych placówek SG w Szczecinie i Szczecinie-Goleniowie została utworzona nowa Placówka SG w Szczecinie w strukturach Nadodrzańskiego Oddziału Straży Granicznej.

## Terytorialny zasięg działania
Placówka SG w Szczecinie-Porcie ochraniała obszar morskich wód wewnętrznych na południe od linii prostej łączącej brzegi Zalewu Szczecińskiego, przechodzącej przez boję „TN–C” północnego toru podejściowego do portu w Trzebieży i stawę „N” na wyspie Chełminek do linii biegnącej wzdłuż północnej krawędzi mostu Trasy Zamkowej i mostu Cłowego w Szczecinie oraz wody jezior Dąbie i Dąbie Małe .
Linia rozgraniczenia z:
1. Placówką Straży Granicznej w Szczecinie: granicą morskiego przejścia granicznego w Nowym Warpnie, granicą morskiego przejścia granicznego w Trzebieży, linią brzegową w gminie Police i dalej granicą portu morskiego w Szczecinie od strony lądu, następnie wzdłuż północnej krawędzi mostu Trasy Zamkowej i mostu Cłowego w Szczecinie, linią brzegową jezior Dąbie Małe i Dąbie[6] .

(Stan na dzień 1 lutego 2012)

### Podległe przejścia graniczne
- Szczecin – morskie
- Trzebież – morskie
- Nowe Warpno – morskie[6] .

(Stan na dzień 1 lutego 2012)

## Komendanci placówki
- ppłk SG Piotr Nowak (24.08.2005–31.07.2009)
- Bernard Szymkowiak.